# Seznam kitajskih skladateljev
Seznam kitajskih skladateljev.

## S
- En Šao

## T
- Muhaj Tang

## W
- Jip Vingsje